# Ascension (album)
Ascension is een jazzalbum van John Coltrane, opgenomen en uitgebracht in 1965. Het wordt vaak beschouwd als een 'keerpunt'- album, omdat het een breuk markeert met zijn voorgaande, meer conventionele albums.
Vanaf Ascension kenmerken de albums van John Coltrane zich door een lossere benadering van de muziek op de wijze van de freejazz. Waar hij voordien de voorkeur gaf aan een kwartet-formatie, opteert hij nu voor een groter orkest. In een radio-interview beschreef Coltrane Ascension als "a big band thing", ook al lijkt het helemaal niet op bigband opnames die er aan voorafgingen. Mogelijk het meest voor de hand liggend antecedent voor het album is het door Ornette Coleman met een voor de gelegenheid verdubbeld kwartet opgenomen Free Jazz (1960), een freejazz-album met collectieve interpretaties binnen een 40 minuten durend optreden zonder breaks.

## Bezetting
- John Coltrane - tenorsaxofoon
- Pharoah Sanders - tenorsaxofoon
- Archie Shepp - tenorsaxofoon
- Freddie Hubbard - trompet
- Dewey Johnson - trompet
- Marion Brown - altsaxofoon
- John Tchicai - altsaxofoon
- McCoy Tyner - piano
- Art Davis - bas
- Jimmy Garrison - bas
- Elvin Jones - drums

## Tracklist
1. Ascension – Edition II – 40:23
2. Ascension – Edition I – 38:31

Solopartijen en samenspel
Edition II (40:25)

1. (Opening ensemble)
2. Coltrane solo (3:10-5:48)
3. (Ensemble)
4. Johnson solo (7:45-9:30)
5. (Ensemble)
6. Sanders solo (11:55-14:25)
7. (Ensemble)
8. Hubbard solo (15:40-17:40)
9. (Ensemble)
10. Tchicai solo (18:50-20:00)
11. (Ensemble)
12. Shepp solo (21:10-24:10)
13. (Ensemble)
14. Brown solo (25:10-27:16)
15. (Ensemble)
16. Tyner solo (29:55-33:26)
17. Davis, Garrison duet (33:26-35:50)
18. (Afsluiting ensemble)

Edition I

1. (Opening ensemble)
2. Coltrane solo
3. Johnson solo
4. Sanders solo
5. Hubbard solo
6. Shepp solo
7. Tchicai solo
8. Brown solo
9. Tyner solo
10. Davis, Garrison duet
11. Jones solo
12. (Afsluiting ensemble)